# El cielo en las manos
El cielo en las manos es una película en blanco y negro de Argentina dirigida por Enrique de Thomas sobre su propio guion, adaptación de la obra Casa cuna, de Homero Cárpena y Humberto de la Rosa que se estrenó el 5 de julio de 1950 y que tuvo como protagonistas a Oscar Casco, Perla Mux, Lea Conti, Homero Cárpena y Orestes Caviglia. Este último también colaboró supervisando el filme.

## Sinopsis
Algunos jóvenes que salen de un asilo siguen el buen camino y otros no. 

## Reparto
- Oscar Casco …Raúl
- Perla Mux …Elba
- Lea Conti …Graciana
- Orestes Caviglia …Director
- Homero Cárpena …Raúl
- Héctor Ferraro
- Luis Macchi
- Haydée Larroca …Anita
- Eloy Álvarez …Papá Ginzo
- Pedro Laxalt …Juan
- Mario Giusti …Charleson
- Lois Blue …Amante de Raúl
- Semillita …Almacenero
- Edmundo Rivero …Cantante
- Alberto Fassi
- Jorge Arias
- César Nagle
- R. Montolly
- Luis Schiavo
- Américo Tesorieri …Él mismo
- Mónica Linares …Madre abandónica
- Carlos Gordillo
- Eugenio Marco
- Enrique Belluscio
- Juan Carvalledo
- Astor Piazzolla …Él mismo
- Lalo Maura

## Comentarios
La revista Set dijo del filme:

”El director acusa promisorias actitudes con este trabajo que las pondrá de mejor forma en cuanto se le ofrezca un argumento con mayor fuerza dramática.”

Por su parte la crónica de La Nación comentó:

”Personajes…ingenuos en algún caso…escasamente dotados de realidad…amparados en cierto modo por su noble acento.”